# Glenea biplagiatipennis
Glenea biplagiatipennis är en skalbaggsart som beskrevs av Stefan von Breuning 1953. Glenea biplagiatipennis ingår i släktet Glenea och familjen långhorningar. Inga underarter finns listade i Catalogue of Life.